# Pesca (Boyacá)
Pesca est une municipalité située dans le département de Boyacá, en Colombie.

## Démographie
Selon les données récoltées par le DANE lors du recensement de 2005, Pesca compte une population de 9 322 habitants.

## Liste des maires
- 2012 - 2015 : Carlos Arturo Ramírez Bayona
- 2016 - 2019 : Justo Pastor Rodríguez Herrera
- 2020 - 2023 : Manuel Alejandro Tambo Rodríguez[2]

## Personnalités liées à Pesca
Cette ville est la ville de naissance du vainqueur du Tour de l'Avenir 2014 : Miguel Ángel López.